# SuperHeavy (album)
SuperHeavy is het debuutalbum van de supergroep SuperHeavy. Het album is opgenomen in Jim Henson Studios in Los Angeles en werd in september 2011 uitgebracht door A&M Records. In Nederland werd het album op 16 september uitgebracht en het kwam de volgende week binnen op nummer 1 in de Album Top 100.

## Afspeellijst
| Nr. | Titel                   | Schrijver(s)                                                      | Duur |
| --- | ----------------------- | ----------------------------------------------------------------- | ---- |
| 1.  | Superheavy              | Mick Jagger, Damian Marley, Joss Stone, Dave Stewart, A.R. Rahman | 5:06 |
| 2.  | Unbelievable            | Jagger, Marley, Stone, Stewart, Rahman                            | 3:51 |
| 3.  | Miracle Worker          | Jagger, Marley, Stone, Stewart, Rahman                            | 4:09 |
| 4.  | Energy                  | Jagger, Marley, Stone, Stewart                                    | 3:42 |
| 5.  | Satyameva Jayathe       | Rahman, Stone, Marley                                             | 4:08 |
| 6.  | One Day One Night       | Jagger, Marley, Stone, Stewart, Rahman                            | 4:37 |
| 7.  | Never Gonna Change      | Jagger, Stewart                                                   | 4:24 |
| 8.  | Beautiful People        | Jagger, Marley, Stone, Stewart, Rahman                            | 5:00 |
| 9.  | Rock Me Gently          | Marley, Stone, Stewart                                            | 6:00 |
| 10. | I Can't Take It No More | Jagger                                                            | 3:21 |
| 11. | I Don't Mind            | Jagger, Marley, Stone, Stewart                                    | 4:59 |
| 12. | World Keeps Turning     | Jagger, Marley, Stone, Stewart                                    | 3:47 |

| Nr. | Titel          | Schrijver(s)                   | Duur |
| --- | -------------- | ------------------------------ | ---- |
| 13. | Mahiya         | Rahman, Stone, Marley          | 3:26 |
| 14. | Warring People | Jagger, Marley, Stone, Rahman  | 5:06 |
| 15. | Common Ground  | Jagger, Marley, Stone, Stewart | 3:43 |
| 16. | Hey Captain    | Jagger, Marley, Stone, Stewart | 3:33 |

## Hitnoteringen

### NederlandseAlbum Top 100
| Hitnotering: 24-09-2011 t/m 10-12-2011 | Hitnotering: 24-09-2011 t/m 10-12-2011 | Hitnotering: 24-09-2011 t/m 10-12-2011 | Hitnotering: 24-09-2011 t/m 10-12-2011 | Hitnotering: 24-09-2011 t/m 10-12-2011 | Hitnotering: 24-09-2011 t/m 10-12-2011 | Hitnotering: 24-09-2011 t/m 10-12-2011 | Hitnotering: 24-09-2011 t/m 10-12-2011 | Hitnotering: 24-09-2011 t/m 10-12-2011 | Hitnotering: 24-09-2011 t/m 10-12-2011 | Hitnotering: 24-09-2011 t/m 10-12-2011 | Hitnotering: 24-09-2011 t/m 10-12-2011 | Hitnotering: 24-09-2011 t/m 10-12-2011 | Hitnotering: 24-09-2011 t/m 10-12-2011 |
| Week:                                  | 1                                      | 2                                      | 3                                      | 4                                      | 5                                      | 6                                      | 7                                      | 8                                      | 9                                      | 10                                     | 11                                     | 12                                     |                                        |
| -------------------------------------- | -------------------------------------- | -------------------------------------- | -------------------------------------- | -------------------------------------- | -------------------------------------- | -------------------------------------- | -------------------------------------- | -------------------------------------- | -------------------------------------- | -------------------------------------- | -------------------------------------- | -------------------------------------- | -------------------------------------- |
| Positie:                               | 1                                      | 3                                      | 7                                      | 15                                     | 18                                     | 23                                     | 36                                     | 52                                     | 65                                     | 90                                     | 100                                    | 97                                     | uit                                    |

### VlaamseUltratop 100Albums
| Hitnotering: 24-09-2011 t/m 05-11-2011 | Hitnotering: 24-09-2011 t/m 05-11-2011 | Hitnotering: 24-09-2011 t/m 05-11-2011 | Hitnotering: 24-09-2011 t/m 05-11-2011 | Hitnotering: 24-09-2011 t/m 05-11-2011 | Hitnotering: 24-09-2011 t/m 05-11-2011 | Hitnotering: 24-09-2011 t/m 05-11-2011 | Hitnotering: 24-09-2011 t/m 05-11-2011 | Hitnotering: 24-09-2011 t/m 05-11-2011 |
| Week:                                  | 1                                      | 2                                      | 3                                      | 4                                      | 5                                      | 6                                      | 7                                      |                                        |
| -------------------------------------- | -------------------------------------- | -------------------------------------- | -------------------------------------- | -------------------------------------- | -------------------------------------- | -------------------------------------- | -------------------------------------- | -------------------------------------- |
| Positie:                               | 36                                     | 14                                     | 28                                     | 31                                     | 55                                     | 74                                     | 90                                     | uit                                    |